# Стеценко Володимир Вікторович
Стеценко Володимир Вікторович (7 грудня 1966, Вирівка — 3 вересня 2023, Новопрокопівка) — український військовослужбовець, механік водій бойової машини, загинув в ході російського вторгнення в Україну.

## Біографія
Володимир народився 7 грудня 1966 року в с.Вирівка. Закінчив місцеву школу та ДПТНЗ «Конотопський професійний аграрний ліцей».
Перед війною працював будівельником у Києві.
28 грудня 2022 добровільно став до лав ЗСУ, служив механіком-водієм бойової машини танкового взводу танкової роти танкової військової частини.
Загинув 3 вересня 2023 року в Запорізькій області, довгий час вважався зниклим безвісти, і був ідентифікований лише в лютому 2024, поховають захисника у селі Заводське, Конотопського району.

## Нагороди
- Орден «За мужність» III ступеня[3].